# Весолувка (Луківський повіт)
Весолувка (пол. Wesołówka) — село в Польщі, у гміні Станін Луківського повіту Люблінського воєводства.
Населення — 319 осіб (2011).
У 1975-1998 роках село належало до Седлецького воєводства.

## Демографія
Демографічна структура станом на 31 березня 2011 року:
|          | Загалом | Допрацездатний вік | Працездатний вік | Постпрацездатний вік |
| -------- | ------- | ------------------ | ---------------- | -------------------- |
| Чоловіки | 153     | 29                 | 105              | 19                   |
| Жінки    | 166     | 42                 | 92               | 32                   |
| Разом    | 319     | 71                 | 197              | 51                   |